# Athos Tanzini
Athos Tanzini (Livorno, 30 de enero de 1913-Malindi, 28 de septiembre de 2008) fue un deportista italiano que compitió en esgrima, especialista en la modalidad de sable. Participó en los Juegos Olímpicos de Berlín 1936, obteniendo una medalla de plata en la prueba por equipos.

## Palmarés internacional
| Juegos Olímpicos | Juegos Olímpicos  | Juegos Olímpicos | Juegos Olímpicos  |
| Año              | Lugar             | Medalla          | Prueba            |
| ---------------- | ----------------- | ---------------- | ----------------- |
| 1936             | Berlín (Alemania) | Medalla de plata | Sable por equipos |